# Wally Pfister
Walter "Wally" Pfister (Chicago, 8 de julho de 1961) é um diretor de fotografia e diretor de cinema norte-americano, mais conhecido por trabalhar em todos os filmes do diretor Christopher Nolan, com a exceção de Following. Foi indicado a quatro Oscars de Melhor Fotografia, vencendo em 2011 por Inception.

## Infância
Nascido em Chicago e criado em Nova York, o avô de Pfister era editor de jornal. Seu pai, também conhecido como Wally, era um produtor de TV, que começou sua carreira na CBS em Chicago no ano de 1955.
Quando ele tinha 11 anos, uma companhia de produção filmou cenas para o filme Shamus (1973), estrelando Burt Reynolds, em seu bairro. Pfister ficou fascinado com a equipe arrumando luzes e câmeras. Pouco tempo depois, ele começou a fazer filmes caseiros e curtas com sua câmera 8 mm.

## Carreira
Depois de terminar a escola, Pfister conseguiu trabalho como assistente de produção na emissora WMDT-TV, em Salisbury, Maryland. Em alguns meses, ele pegou emprestado uma câmera CP16 e começou a filmar pequenos filmes no fim de semana, incluindo uma dissertação visual sobre uma casa vitoriana. "Eu fiz estes movimentos intrincados e divagar ao redor da arquitetura da casa", ele lembra, "editei tudo com música, e mostrei para o meu gerente de produção. Ele me fez cameraman".
Alguns meses depois, Pfister conseguiu um trabalho como cameramen para um serviço de notícias de Washington, que produzia materiais para emissoras ao redor do país. Ele cobriu no Congresso dos Estados Unidos, na Casa Branca e notícias ao vivo de 1982 até 1985. Em 1985, ele começou uma carreira como autônomo, filmando documentários para a série Frontline, da PBS, e vários vídeos industriais para companhias de produção de Washington.
Em 1988, Robert Altman foi até Washington para dirigir uma minissérie para a HBO, chamada Tanner '88. Altman queria um cameramam de notícias verdadeiro para fazer o mesmo papel no programa. Ele contratou Pfister e também pediu para ele filmar alguns materiais extras. Quando os produtores viram seu trabalho, eles contrataram Pfister para ser cameraman da segunda unidade. Foi a primeira vez que ele foi exposto a atuações e material dramático.
Após essa experiência, Pfister se inscreveu no American Film Institute. Durante seu segundo ano, ele e alguns colegas colaboraram no curta Senzeni Na?, que foi indicado ao Oscar de Melhor Curta Metragem Live Action. O curta conta a história de um homem pego durante a época do apartheid.
Janusz Kamiński, que tinha acabado de se graduar na AFI, conheceu Pfister naquele ano. Ele viu os filmes de Pfister e o recrutou para trabalhar em sua equipe em vários projetos, incluindo alguns para Phedon Papamichael.
Roger Corman deu a Pfister uma oportunidade de filmar cenas de ligação e inserções para um filme de Papamichael. Foi a primeira vez que ele filmou em 35 mm. Depois disso, ele cuidou da segunda unidade de Papamichael em vários filmes de Corman.
Pfister filmou seu primeiro longa, The Unborn, em 1991. Depois disso ele filmou vários filmes de terror, tipicamente em períodos de 15 dias.

### Trabalho com Christopher Nolan
Em 1998, Pfister filmou The Hi-Line em Montana durante um inverno com orçamento de US$ 300.000. O filme entrou na competição no Festival Sundance de Cinema. Lá, ele conheceu Christopher Nolan, que também tinha um filme sendo exibido em Sundance.
A primeira colaboração de Pfister com Nolan foi no filme Memento (2001). O sucesso dessa colaboração resultou em Pfister assumindo o trabalho de diretor de fotografia em todos os filmes subsequentes de Nolan: Insomnia (2002), Batman Begins (2005), The Prestige (2006), The Dark Knight (2008) e Inception (2010). Pfister disse que "recusei filmes de Harry Potter para trabalhar com Chris".
Pfister já foi indicado ao Oscar de Melhor Fotografia quatro vezes, todas por filmes de Nolan, vencendo em 2011 por Inception.
Ele foi indicado três vezes ao Prêmio da Sociedade Americana de Exelência em Cinematografia em Lançamentos Cinematográficos, por Batman Begins, The Dark Knight e vencendo por Inception.

## Vida pessoal
Pfister é casado com Anna Julien desde 1992. Eles têm três filhos: Nick, Claire e Mia.

## Filmografia
- The Granny (1995)
- A Kid in Aladdin's Palace (1998)
- Memento (filme) (2001)
- Rustin (2001)
- Insomnia (2002)
- Laurel Canyon (2002)
- The Italian Job (2003)
- Batman Begins (2005)
- Slow Burn (2005)
- The Prestige (2006)
- The Dark Knight (2008)
- Inception (2010)
- Moneyball (2011)
- The Dark Knight Rises (2012)
- Marley (2012)
- Transcendence (2014)

## Prêmios e indicações
Oscar de Melhor Fotografia
- 2006 - Batman Begins (indicado)
- 2007 - The Prestige (indicado)
- 2009 - The Dark Knight (indicado)
- 2011 - Inception (venceu)

Prêmio da Sociedade Americana de Exelência em Cinematografia em Lançamentos Cinematográficos
- 2006 - Batman Begins (indicado)
- 2009 - The Dark Knight (indicado)
- 2011 - Inception (venceu)

Prêmio BAFTA de Melhor Cinematografia
- 2009 - The Dark Knight (indicado)
- 2011 - Inception (indicado)